# Paris arrondissement
Paris arrondissement (fr. uttal: [aʁɔ̃dismɑ̃], "arondismang") är administrativa underenheter till Paris stad. Det finns idag 20 stycken namngivna med nummer och ofta refereras en plats läge med dess arrondissementnummer. 
Dagens arrondissement skapades av Napoleon III 1860 i och med en utökning av stadens yta.
Även städerna Lyon och Marseille är uppdelade i arrondissement. Likaså har övriga delar av Frankrike arrondissement som benämning på administrativa underenheter till departementen. 

## Beskrivning

Paris arrondissement

Arrondissementen är numrerade i en spiralform inifrån och ut. De har även namn men dessa används inte lika ofta som deras nummer. 
På Paris postnummer kan man lätt se vilket arrondissement man skickar till, exempel 75014, där 75 är numret på departementet Paris, och 14 är numret på arrondissementet.
| Nummer            | Namn                | Uppkallat efter      | Area (ha) | Befolkning | Befolkning | Befolkning | Befolkningstäthet (inv./km²) | Befolkningstäthet (inv./km²) | Befolkningstäthet (inv./km²) |
| Nummer            | Namn                | Uppkallat efter      | Area (ha) | 1872       | 1954       | 1999       | 1872                         | 1954                         | 1999                         |
| ----------------- | ------------------- | -------------------- | --------- | ---------- | ---------- | ---------- | ---------------------------- | ---------------------------- | ---------------------------- |
| 1:a               | Louvre              | Louvren              | 183       | 74 286     | 38 926     | 16 888     | 40 593                       | 21 271                       | 9 228                        |
| 2:a               | Bourse              | Gamla börshuset      | 99        | 73 578     | 43 857     | 19 585     | 74 321                       | 44 300                       | 19 783                       |
| 3:e               | Temple              | Tour du Temple       | 117       | 89 687     | 65 312     | 34 248     | 76 656                       | 55 822                       | 29 272                       |
| 4:e               | Hôtel de Ville      | Hôtel-de-Ville       | 160       | 95 003     | 66 621     | 30 675     | 59 377                       | 41 638                       | 19 172                       |
| 5:e               | Panthéon            | Panthéon             | 254       | 96 689     | 106 443    | 58 849     | 38 067                       | 41 907                       | 23 169                       |
| 6:e               | Luxembourg          | Palais du Luxembourg | 215       | 90 288     | 88 200     | 44 919     | 41 994                       | 41 023                       | 20 893                       |
| 7:e               | Palais Bourbon      | Palais Bourbon       | 409       | 78 553     | 104 412    | 56 985     | 19 206                       | 25 529                       | 13 933                       |
| 8:e               | Élysée              | Élyséepalatset       | 388       | 75 796     | 80 827     | 39 314     | 19 535                       | 20 832                       | 10 132                       |
| 9:e               | Opéra               | Parisoperan          | 218       | 103 767    | 102 287    | 55 838     | 47 600                       | 46 921                       | 25 614                       |
| 10:e              | Enclos-St-Laurent   | Enclos-St-Laurent    | 289       | 135 392    | 129 179    | 89 612     | 46 848                       | 44 699                       | 31 008                       |
| 11:e              | Popincourt          | Popincourt           | 367       | 167 393    | 200 440    | 149 102    | 45 611                       | 54 616                       | 40 627                       |
| 12:e              | Reuilly             | Reuilly              | 637       | 87 678     | 158 437    | 136 591    | 13 764                       | 24 872                       | 21 443                       |
| 13:e              | Gobelins            | Gobelins             | 715       | 69 431     | 165 620    | 171 533    | 9 711                        | 23 164                       | 23 991                       |
| 14:e              | Observatoire        | Observatoire         | 564       | 69 611     | 181 414    | 132 844    | 12 342                       | 32 166                       | 23 554                       |
| 15:e              | Vaugirard           | Vaugirard            | 848       | 75 449     | 250 124    | 225 362    | 8 897                        | 29 496                       | 26 576                       |
| 16:e              | Passy               | Passy                | 791       | 43 332     | 214 042    | 161 773    | 5 478                        | 27 060                       | 20 452                       |
| 17:e              | Batignolles-Monceau | Batignolles-Monceau  | 567       | 101 804    | 231 987    | 160 860    | 17 955                       | 40 915                       | 28 370                       |
| 18:e              | Butte-Montmartre    | Montmartre           | 601       | 138 109    | 266 825    | 184 586    | 22 980                       | 44 397                       | 30 713                       |
| 19:e              | Buttes-Chaumont     | Buttes-Chaumont      | 679       | 93 174     | 155 028    | 172 730    | 13 722                       | 22 832                       | 25 439                       |
| 20:e              | Ménilmontant        | Ménilmontant         | 598       | 92 772     | 200 208    | 182 952    | 15 514                       | 33 480                       | 30 594                       |
| Bois de Boulogne  | Bois de Boulogne    |                      | 846       |            |            |            |                              |                              |                              |
| Bois de Vincennes | Bois de Vincennes   |                      | 995       |            |            |            |                              |                              |                              |
| Total             |                     |                      | 10 540    | 1 851 792  | 2 850 189  | 2 125 246  | 17 569                       | 27 042                       | 20 164                       |

1. ↑  Utan bois de Vincennes
2. ↑  Utan bois de Boulogne

## Historia
Paris indelades första gången i arrondissement den 11 oktober 1795, den gången 12 stycken. Denna uppdelning gjordes om 1860 av Napoleon III då en stor mängd förstäder anslöts till Paris.